# Paul Weiland (Theologe)

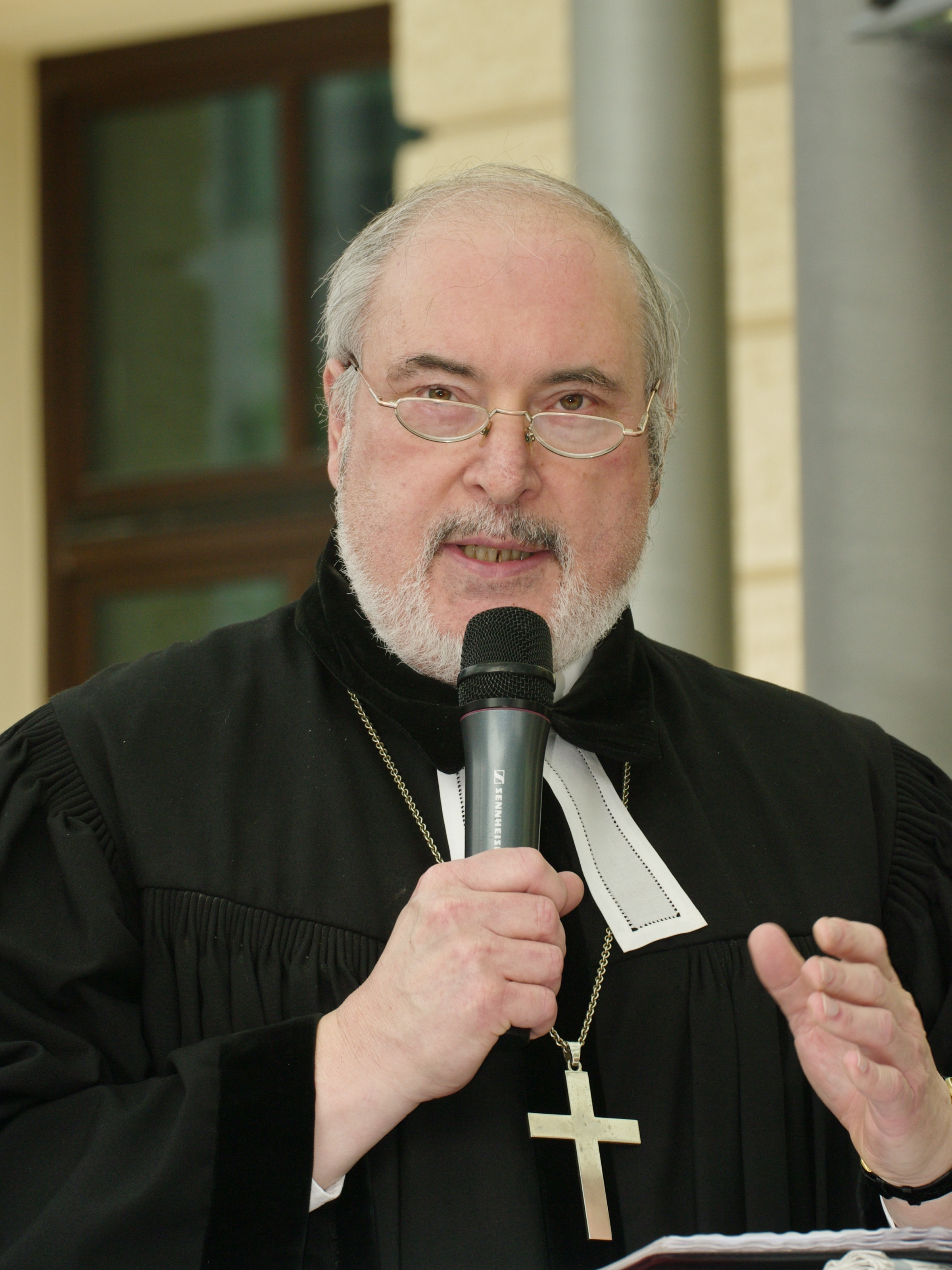
Paul Weiland (2010)

Paul Weiland (* 14. September 1949 in Rottenmann; † 16. August 2015 in St. Pölten) war ein österreichischer evangelisch-lutherischer Theologe. Er war von 1998 bis zu seinem Tod 2015 Superintendent der Evangelischen Superintendentur A. B. Niederösterreich.

## Leben
Paul Weiland wuchs in Stadtschlaining auf. Er studierte von 1969 bis 1975 an der Evangelisch-theologischen Fakultät der Universität Wien und war anschließend zwei Jahre lang als Religionslehrer an Allgemein bildenden höheren Schulen in Wien tätig. Sein Vikariat absolvierte Weiland von 1977 bis 1979 in der Lutherkirche im 18. Wiener Gemeindebezirk Währing und im Amt für Hörfunk und Fernsehen. 1979 wurde er zum geistlichen Amt ordiniert.
Danach war Paul Weiland bis 1998 als Pressepfarrer der Evangelischen Kirche A. u. H. B. in Österreich und als Geschäftsführer des Evangelischen Presseverbands tätig. Am 1. September 1998 trat er als Nachfolger von Hellmut Santer sein Amt als chronologisch sechster Superintendent der Evangelischen Superintendentur A. B. Niederösterreich mit Sitz in St. Pölten an. Damals war er auch Mitglied der Synode der Evangelischen Kirche A. B. und der Generalsynode der Evangelischen Kirche A. u. H. B. Paul Weiland war ferner Präsident der Österreichischen Bibelgesellschaft, Obmann des Evangelischen Bundes in Österreich und Berater des Lutherischen Weltbunds in Kommunikationsfragen.
2005, 2007, 2010 und 2013 war er Mitglied der Jury zur Verleihung des Europäischen Friedensrosenpreises.
Sein Nachfolger als Superintendent ist Lars Müller-Marienburg.

## Auszeichnungen
- 2009: Silbernes Komturkreuz mit dem Stern des Ehrenzeichens für Verdienste um das Bundesland Niederösterreich[2]
- 2012: Großes Goldenes Ehrenzeichen für Verdienste um die Republik Österreich

## Schriften
- Protestantsein in Österreich: 201 Jahre nach dem Toleranzpatent. Mit Johannes Hanselmann, Wien 1982
- Für die Zeit und für die Ewigkeit: zu Otto Bünkers geistlichem Schaffen. In: Fidibus, Bd. 22 (1994)
- Die Kirche und die Medien. In: Kirche: lernfähig in die Zukunft?. Innsbruck und Wien 1998
- Aufgaben des Evangelischen Bundes in Österreich heute. In: 100 Jahre Evangelischer Bund in Österreich. Göttingen 2003
- Es ist ein Gott und ein Mittler zwischen Gott und den Menschen. In: Die Heiligen in den Konfessionen. Wien 2005
- Predigt anlässlich des Ordinationsjubiläums 2002. In: Neunkirchen – ein Ort zwischen Hermannstadt, Berneuchen und Jerusalem. Wien 2005
- Militärseelsorge: Ein Beispiel guter Kooperation von Staat und Kirche. In: Der religiöse Soldat – Widerspruch oder Einklang?. Frankfurt am Main, Wien u. a. 2007
- Ökumene in Niederösterreich. Mit Matthias Eikenberg, in: Begegnung und Inspiration. Wien, Graz und Klagenfurt 2008
- Predigt über 1 Kön 19,1–13. In: Dichtung und Verwirklichung. Wien 2008